# Liang Ji
Liang Ji (梁冀) (fallecido en 159), nombre de estilo: Bozhuo (伯卓), fue un político y comandante militar de la Dinastía Han China. Dominó el gobierno en los años 150 junto a su hermana, la Emperatriz Liang Na. Tras la muerte de su hermana, Liang Ji fue derrocado por un golpe de Estado por el Emperador Huan, que tenía el apoyo de los eunucos, en 159. El clan Liang y el de su esposa, Sun Shou (孫壽), fueron masacrados.
- Datos: Q1276331